# Дарданське царство
Дарданське царство (бл. 393 до н. е. — 28 до н. е. роки) — держава на Балканському півострові, що утворилася на основі племені дарданців. Тривалий час боролася з Македонією та Епіром з метою розширення своїх кордонів. Згодом стала супротивником Римської республіки. Зрештою війська останньої здолали та ліквідували Дарданське царство у 28 році до н. е., разом з тим у науковій літературі є думка, що дарданське утворення не можна вважати повноцінним царством, а радше розглядати як плем'яну федерацію або протодержаву. Втім подібні утворення були в одрисів та іллірійців, які все ж вважаються державами.

## Історія
Під впливом розвитку сусідніх утворень іллірійців, фракійців та македонян відповідні процеси відбувалися серед дарданців. Об'єднанню дарданців в єдиний союз сприяла зовнішня загроза з боку молоссів (одного з племен давнього Епіру. Вважається, що близько 393 року до н. е. вождь Барділ об'єднав дарданські племена, створивши насамперед потужне військо. З ним було завдано поразки молоссам, а згодом Амінті III, цареві Македонії. Згодом формування дарданського царства відбувалося за аналогом Македонської держави, де царю належала військова та судова влада, разом з тим залишалися впливовими очільники племен. Водночас встановлюються контакти з Сицилією, насамперед сіракузами, де правила династія Діонісія.
Протягом тривалого часу основним суперником дарданських царів були Македонія і Епір. При цьому Дарданське царство виступало агресором, навіть у 380-х роках нетривало підкорило Епір, а 360-х роках до н. е. зуміло захопити на деякий час значну частину Македонії. Лише дипломатичний та військовий хист македонського царя Філіппа II посприяв відсуненню дарданської загрози. Лише Олександр Македонський зумів встановити зверхність над Дарданією, але після почату перського походу дарданські володарі скинути македонську залежність.
Згодом Дарданське царство вправно маневрувало між Македонією, Одриським царством і Етолійським союзом. Водночас було укладено вигідний договір з іллірійськими царями. У 278 році до н. е. після поразок кельтів в Елладі частина їх відступила до Дарданії, яку сплюндрували.
Протягом правління в Македонії династії Антигонідів дарданські царі постійно укладали союзи проти них, вдираючись на македонську територію. У 179 році до н. е. проти Дарданії виступило плем'я бастарнів, яких вдалося перемогти лише над зусиллями. Але вже з 170 року до н. е. ситуація різко змінилася, оскільки прибережну Іллірію та Македонію підкорила Римська республіка. В результаті дарданії стала межувати з римлянами.
Спочатку дарданське царство зберігало мирні відносини з Римом, оскільки не зникла загроза з боку бастарнів. Також загрозою стали скордіски. Римляни вправно використовували ці конфлікти. З кінця 90-х років укладається союз з фракійськими племенами медіві пейонів. У 89—85 роках до н. е. Дарданське царство підтримувало Мітрідата VI, царя Понту, у боротьбі проти Римської республіки. У 85 та 72 роках до н. е. римляни завдали відчутних поразок дардано-фракійському союзу. Втім вже у 62—60 роках до н. е. Дарданське царство спільно з бастарнами завдало поразки римським військам у провінції Македонія.
Боротьба, що почалася в Римі з 49 року до н. е. послабила тиск римлян на Дарданію. Але вже після 33 року до н. е., коли Октавіан захопив внутрішні райони Іллірії, становище дарданського царства стало складним. Водночас посилилася влада Риму у Фракії та Мезії. У 28 році до н. е. Дарданське царство було ліквідовано й приєднано до римської провінції Мезія.

## Царі
- Барділ (393—358 до н. е.)
- Клейт (358—334 до н. е.)
- Барділ II (334—290 до н. е.)
- Монуній I (290—270 до н. е.)
- Митіл (270—231 до н. е.)
- Лонгар (231—206 до н. е.)
- Батон (206—176 до н. е.)
- Монуній II (176—167 до н. е.)
- після 167 року царі невідомі (можливо відбулося поєднання Ардіеї і Дарданії)